# Porsha Roberts
Porsha Latavia Roberts (26 febbraio 1993) è un'ex cestista statunitense.

## Carriera
Ha disputato una stagione in Serie A1 con Lucca (2017-18).